# Antoine Walker
Antoine Devon Walker (Chicago, Illinois, 12 de agosto de 1976) es un exjugador de baloncesto estadounidense que jugó durante 12 temporadas en la NBA. Mide 2,06 metros y jugaba en la posición de alero.

## Trayectoria deportiva

### Universidad
Jugó durante dos temporadas con los Wildcats de la Universidad de Kentucky y fue un factor clave para la consecución, por parte de su equipo, del título de la NCAA de 1996. Promedió 11,7 puntos y 6,5 rebotes. Al acabar su segundo año, anunció su interés de ser elegible en el Draft de la NBA.

### Profesional

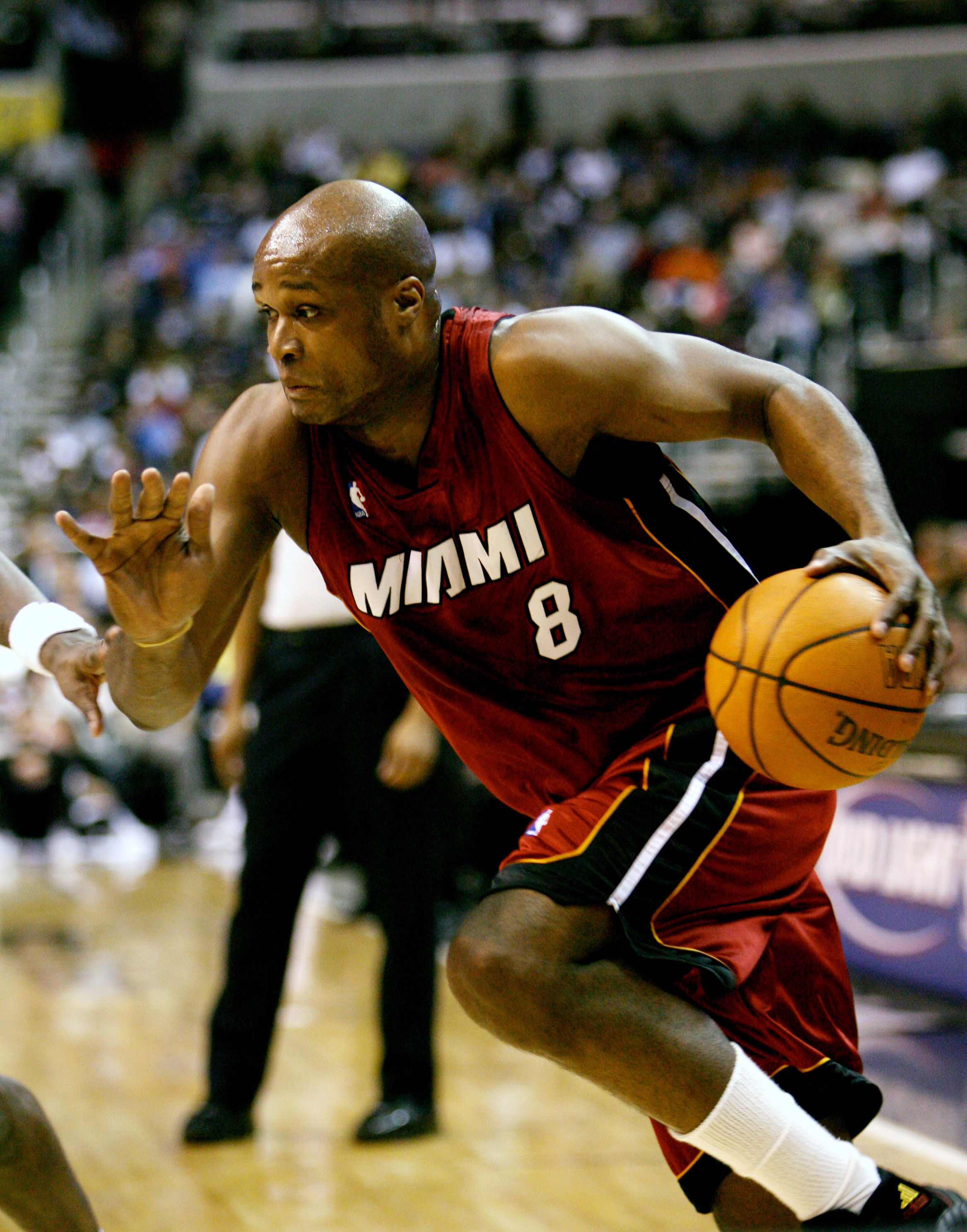
Walker con Miami en 2007.

Fue elegido por los Boston Celtics en la 6.ª posición del draft del 96, opción que consiguieron a través de Dallas Mavericks. Se hizo rápidamente con el puesto de titular, y acabó su primera campaña anotando 17,5 puntos y capturando 9 rebotes por partido, lo que hizo que fuese incluido en el mejor quinteto de rookies del año. Durante sus 7 temporadas en el equipo de Massachusetts rondó (o superó) siempre los 20 puntos y 10 rebotes por partido, lo que hizo que fuera elegido en 3 ocasiones para disputar el Partido de las Estrellas, incluida una como titular, votado por el público.
Poco antes de iniciarse la temporada 2003-2004, fue traspasado a los Dallas Mavericks, donde su rendimiento bajó notablemente, siendo traspasado al año siguiente a Atlanta Hawks, donde solo estuvo media temporada, volviendo de nuevo a Boston. En 2005 se vio incluido en el mayor traspaso de jugadores de la historia de la NBA que involucró a 5 equipos y a 12 jugadores, yendo a parar a Miami Heat. En Florida perdió la titularidad, jugando menos minutos, pero a cambio consiguió su hasta ahora único anillo de campeón en 2006, contribuyendo con 14 puntos y 11 rebotes en el partido decisivo.
En octubre de 2007 fue traspasado a Minnesota Timberwolves junto con Michael Doleac, Wayne Simien y una primera ronda de draft por Ricky Davis y Mark Blount.
El 27 de junio de 2008 fue traspasado a Memphis Grizzlies junto con Marko Jarić, Greg Buckner y los derechos de O.J. Mayo por Mike Miller, Brian Cardinal, Jason Collins y los derechos de Kevin Love. Pero el 19 de diciembre de 2008, antes del inicio de la temporada, fue cortado por los Grizzlies. 
En febrero de 2010 fue fichado para por la liga puertorriqueña BSN por el equipo de los Mets de Guaynabo. Disputó solo 12 partidos promediando 12,4 puntos y 8,9 rebotes por partido, y el 1 de abril de 2010, fue liberado debido a que se encontraba fuera de forma y con resentimiento de una lesión en el tobillo.
El 7 de diciembre de 2010, Walker firmó con los Idaho Stampede de la NBA Development League.
Después de dos años en Idaho, en abril de 2012, anunció su retirada del baloncesto profesional.

## Estadísticas de su carrera en la NBA

### Temporada regular
|  | Denota temporada en la que fue Campeón de la NBA |

| Año      | Equipo    | PJ  | PT  | MPP  | %TC  | %3P  | %TL  | RPP  | APP | ROB | TPP | PPP  |
| -------- | --------- | --- | --- | ---- | ---- | ---- | ---- | ---- | --- | --- | --- | ---- |
| 1996–97  | Boston    | 82  | 68  | 36.2 | .425 | .327 | .631 | 9.0  | 3.2 | 1.3 | .6  | 17.5 |
| 1997–98  | Boston    | 82  | 82  | 39.9 | .423 | .312 | .645 | 10.2 | 3.3 | 1.7 | .7  | 22.4 |
| 1998–99  | Boston    | 42  | 41  | 36.9 | .412 | .369 | .559 | 8.5  | 3.1 | 1.5 | .7  | 18.7 |
| 1999–00  | Boston    | 82  | 82  | 36.6 | .430 | .256 | .699 | 8.0  | 3.7 | 1.4 | .4  | 20.5 |
| 2000–01  | Boston    | 81  | 81  | 41.9 | .413 | .367 | .716 | 8.9  | 5.5 | 1.7 | .6  | 23.4 |
| 2001–02  | Boston    | 81  | 81  | 42.0 | .394 | .344 | .741 | 8.8  | 5.0 | 1.5 | .5  | 22.1 |
| 2002–03  | Boston    | 78  | 78  | 41.5 | .388 | .323 | .615 | 7.2  | 4.8 | 1.5 | .4  | 20.1 |
| 2003–04  | Dallas    | 82  | 82  | 34.6 | .428 | .269 | .554 | 8.3  | 4.5 | .8  | .8  | 14.0 |
| 2004–05  | Atlanta   | 53  | 53  | 40.2 | .415 | .317 | .534 | 9.4  | 3.7 | 1.2 | .6  | 20.4 |
| 2004–05  | Boston    | 24  | 24  | 34.5 | .442 | .342 | .557 | 8.3  | 3.0 | 1.0 | 1.1 | 16.3 |
| 2005–06  | Miami     | 82  | 19  | 26.8 | .435 | .358 | .628 | 5.1  | 2.0 | .6  | .4  | 12.2 |
| 2006–07  | Miami     | 78  | 15  | 23.3 | .397 | .275 | .438 | 4.3  | 1.7 | .6  | .2  | 8.5  |
| 2007–08  | Minnesota | 46  | 1   | 19.4 | .363 | .324 | .530 | 3.7  | 1.0 | .7  | .2  | 8.0  |
| Total    | Total     | 893 | 707 | 35.3 | .414 | .325 | .633 | 7.7  | 3.5 | 1.2 | .5  | 17.5 |
| All-Star | All-Star  | 3   | 1   | 13.3 | .350 | .300 | .500 | 2.0  | 1.3 | .7  | .0  | 6.0  |

### Playoffs
| Año   | Equipo | PJ | PT | MPP  | %TC  | %3P  | %TL  | RPP  | APP | ROB | TPP | PPP  |
| ----- | ------ | -- | -- | ---- | ---- | ---- | ---- | ---- | --- | --- | --- | ---- |
| 2002  | Boston | 16 | 16 | 43.9 | .411 | .385 | .781 | 8.6  | 3.3 | 1.5 | .4  | 22.1 |
| 2003  | Boston | 10 | 10 | 44.0 | .415 | .356 | .500 | 8.7  | 4.3 | 1.7 | .4  | 17.3 |
| 2004  | Dallas | 5  | 5  | 28.0 | .361 | .100 | .571 | 10.0 | 2.4 | 1.2 | .6  | 9.8  |
| 2005  | Boston | 6  | 6  | 37.3 | .413 | .368 | .636 | 7.3  | 2.3 | 1.2 | 1.0 | 16.7 |
| 2006  | Miami  | 23 | 23 | 37.5 | .403 | .324 | .574 | 5.6  | 2.4 | 1.0 | .3  | 13.3 |
| 2007  | Miami  | 4  | 0  | 23.0 | .405 | .500 | .818 | 2.3  | 1.5 | .5  | .2  | 11.8 |
| Total | Total  | 64 | 60 | 38.5 | .406 | .352 | .663 | 7.1  | 2.9 | 1.2 | .4  | 16.1 |

## Logros y reconocimientos
- Elegido en el mejor quinteto de rookies en 1997.
- 3 veces participante del All-Star Game (1998, 2002, 2003).
- Mayor número de triples anotados en la temporada 2000-01 (221).
- Fue el jugador que disputó más minutos en la temporada 2001-02 (3406 minutos) y el que más tiros de campo intentó (1689).

## Vida personal

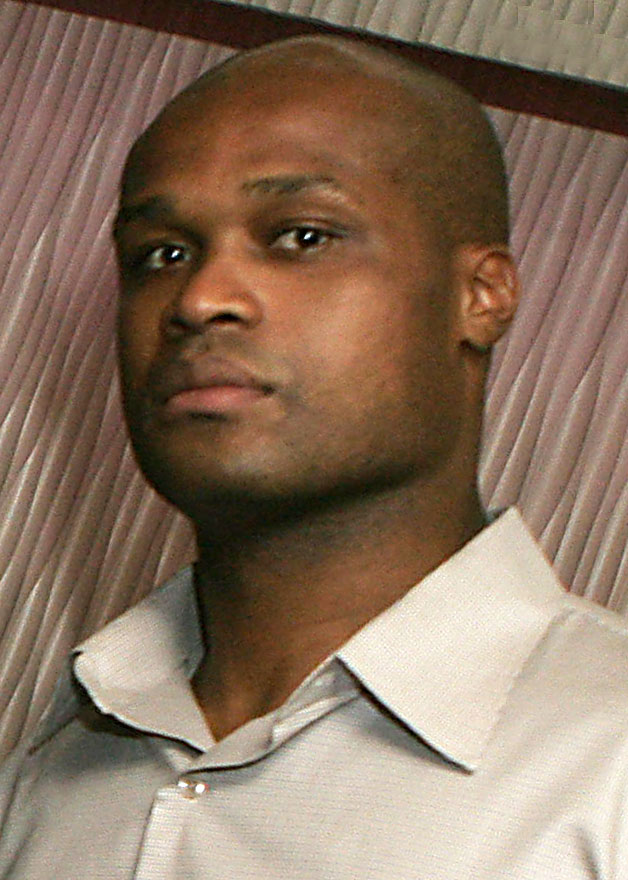
Walker en 2005.

Walker se crio y nació en la zona sur de Chicago y asistió al instituto Mount Carmel. Estuvo comprometido con la actriz Evelyn Lozada desde 1998 hasta 2008.
Apareció en la portada del videojuego NBA Live 99.
Durante sus años en activo (1996-2009) ganó más de $108 millones en salarios. Desafortunadamente, su dinero se gastó en honorarios legales, deudas de juego y el hecho de que su esposa gastara la mayor parte de su dinero. Motivo por el cual tuvo que vender incluso su anillo de campeón de la NBA. En agosto de 2013, Walker anunció que estaba libre de deudas.
Trabajó como analista deportivo para el canal deportivo de internet 120 Sports. Y fue contratado como analista por SEC Network, canal deportivo de la ESPN.

### Problemas legales
El 5 de enero de 2009, fue arrestado por conducir bajo los efectos del alcohol en Miami Beach, Florida.
El 15 de julio de 2009, Walker fue acusado de tres delitos graves de emisión de cheques sin fondos relacionados con deudas de juego que había contraído en tres casinos de Las Vegas. Fue arrestado en el Harrah's Casino de South Lake Tahoe, Nevada, donde iba a disputar un torneo de golf al día siguiente. Los cargos ascendieron a más de 800.000 dólares en deudas de juego. El 30 de junio de 2010, se declaró inocente de los cargos de delito de cheque sin fondos derivados de su falta de pago de 770.000 dólares en pérdidas de juego en los tres casinos de Las Vegas, según el Las Vegas Review Journal. Un año después, se declaró culpable de un delito grave de emisión de un cheque sin fondos. En virtud del acuerdo de culpabilidad, no se le impuso una pena de prisión, sino que se le puso en libertad condicional y trabajó para saldar la deuda.